# Parafia św. Wincentego i Anastazego w Święcieńcu
Parafia pw. Świętych Wincentego i Anastazego w Święcieńcu – parafia rzymskokatolicka należąca do dekanatu bodzanowskiego, diecezji płockiej, metropolii warszawskiej.